# Johann Joachim Christoph Bode
Johann Joachim Christoph Bode (Braunschweig 1731. január 16. – Weimar 1793. december 13.  ) német zenetanár, újságíró, műfordító, vezető alakja a német felvilágosodásnak. Munkatársa volt könyvkiadóként Friedrich Gottlieb Klopstocknak, Gotthold Ephraim Lessingnek. Elkötelezett híve a szabadkőművességnek, az illuminátusoknak és ő volt a rend egyik utolsóként beavatott vezetője.

## Élete
Bode a Braunschweig-Wolfenbüttel-i hercegség székhelyén Braunschweigben született Schöppenstedtből származó szegény napszámos szülők gyermekeként. Gyermekkorában nagyapja birkáira vigyázott Salzgitterben. 1745-től Braunschweigben zenét tanult és 1750-ben oboistaként  zenekari tag lett. A Helmstedti Egyetemen folytatott további zenei tanulmányokat, valamint tanulhatott franciául és angolul is. 1752-ben Hannoverben zeneműveket komponált és itt kezdett el foglalkozni az írással.
1757-ben elhunyt első felesége, ekkor Hamburgba költözött, ahol nyelv és zenetanárként dolgozott, valamint műfordítóként angol és francia nyelvű irodalmi műveket fordított németre. Dolgozott a Kochsche Színháznak, 1762–63 között a Hamburgischer Correspondent politikai újságnak volt a szerkesztője. A gazdag diáklánnyal, Simonette Tammal kötött második házassága hozadékaként jelentős vagyonra tett szert. Két év múlva balesetben elhunyt Simonette, ekkor harmadszor is megnősült. Feleségül vette egy könyvkereskedő özvegyét és könyvkiadással kezdett foglalkozni. Jó üzleti kapcsolatot épített ki Gotthold Ephraim Lessing tudományos könyvesboltjával. A vállalkozás saját munkái és Lessing dramaturgiai művei mellett kiadta Goethe Götz von Berlichingen-jét és Klopstock Oden-jét, de mégis csődbe ment. 
1778-ban Bode Weimarba költözött, ahol Andreas Peter Bernstorff titkáraként dolgozott. 1793. december 13-án itt hunyt el.

### Szabadkőművessége
Aktívan részt vett a szabadkőműves páholyok munkájában és már a Strikte Observanz (magyarul: szigorú fegyelem) egyik vezető személyisége volt, amikor megnyerték maguknak az illuminátusok. 1785 áprilisában Johann Martin zu Stolberg-Roßla gróf hivatalosan szüneteltette a rend működését. Bode ekkor Weimarban próbálta a szövetséget továbbra is életben tartani. Az illuminátusellenes légkörben, azonban nem tudott további páholyokat alapítani, így halálával a rend feltámasztásának utolsó lehetősége is tovaszállt.

## Műfordításai

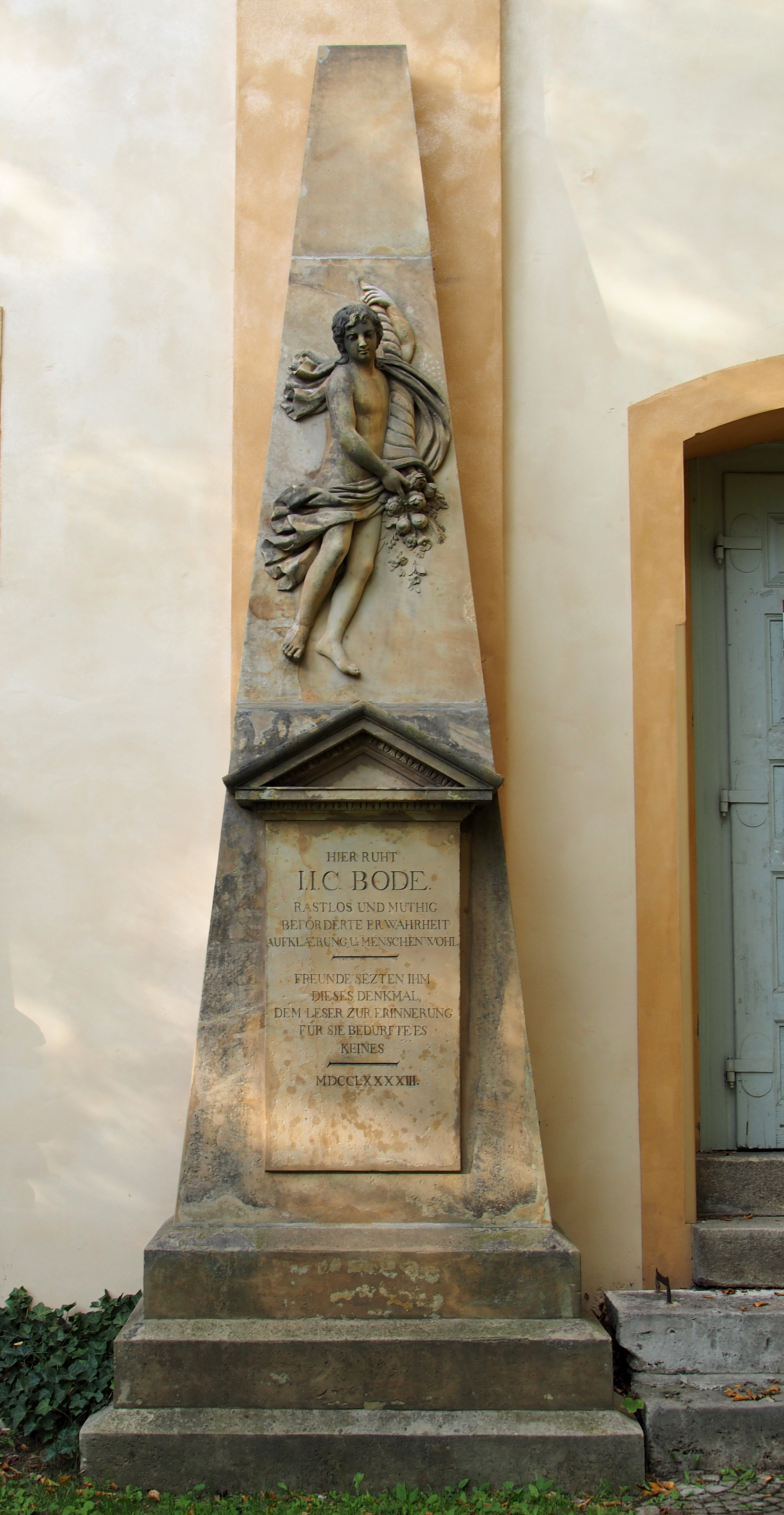
Bode síremléke a Weimari temetőben

Bode fordításai jelentős hatást gyakoroltak a német irodalomra, több nevezetes művet elsőként fordított le:
- Laurence Sterne: A Sentimental Journey, mint Yoriks empfindsame Reise (1768)
- Laurence Sterne: Tristram Shandy, mint Tristram Shandys Leben  (1774)
- Oliver Goldsmith:  The Vicar of Wakefield, mint Dorfprediger von Wakefield  (1776)
- Henry Fielding: Tom Jones (1786–88)

## Fordítás
- Ez a szócikk részben vagy egészben  a   Johann Joachim Christoph Bode című angol Wikipédia-szócikk ezen változatának fordításán alapul.  Az eredeti cikk szerkesztőit annak laptörténete sorolja fel. Ez a jelzés csupán a megfogalmazás eredetét és a szerzői jogokat jelzi, nem szolgál a cikkben szereplő információk forrásmegjelöléseként.